# Achladítsa
Achladítsa (Achladitsa) är en ort i Grekland.   Den ligger i prefekturen Nomós Argolídos och regionen Peloponnesos, i den sydöstra delen av landet, 70 km sydväst om huvudstaden Aten. Achladítsa ligger 1 meter över havet och antalet invånare är 135.
Terrängen runt Achladítsa är huvudsakligen kuperad, men åt sydväst är den platt. Havet är nära Achladítsa åt sydost.  Närmaste större samhälle är Ermióni, 3,9 km sydväst om Achladítsa. 